# Національний кодекс електричної безпеки
Національний кодекс електричної безпеки (NESC) або ANSI Standard C2 є національними стандартами США захисту охорони здоров'я, функціонування, і керування електроенергією і комунікаційними системами, включаючи енергетичні системи, енергетичні і комунікаційні мережі. Це публікується в Institute of Electrical and Electronics Engineers (IEEE). «National Electrical Safety Code» і «NESC» є зареєстрованими торговими марками IEEE. NESC не треба плутати з Національним електронним кодом (NEC), запровадженим Національною Fire Protection Association (NFPA) і включений до використання для громадського, комерційного, і промислового будівництва.